# Jordi Cuixart i Navarro
Jordi Cuixart i Navarro (Santa Perpètua de Mogoda, 22 d'abril de 1975) és un empresari i activista polític català. Va ser president d'Òmnium Cultural des del 19 de desembre del 2015 fins al 26 de febrer del 2022.
En el Judici al procés independentista català fou condemnat pel Tribunal Suprem de l'estat espanyol, l'octubre de 2019, a 9 anys de presó i d'inhabilitació pel delicte de sedició.

## Biografia
Va néixer a Santa Perpètua de Mogoda el 1975, fill d'una carnissera murciana i d'un mecànic badaloní, sent el petit de tres fills. Allà hi viuria fins als 30 anys. Va entrar en contacte amb el catalanisme de petit, en part gràcies a les visites a la llibreria que el seu oncle tenia a Santa Perpètua i a les tertúlies que aquest organitzava a casa. Durant la seva joventut va ser monitor d'esplai i va participar en diverses activitats d'activisme per la llengua catalana. D'adolescent, va estudiar formació professional de mecànica a l'Institut Escola Industrial de Sabadell.

### Etapa empresarial
Cuixart va començar a treballar als 16 anys escombrant un taller, en una fàbrica de materials per a l'embalatge i amb el temps va començar a ajudar en el procés de disseny de maquinària amb Autocad, i va aprendre anglès i francès de manera autodidacta. Posteriorment esdevindria comercial d'una altra empresa del sector. Va ser insubmís al servei militar obligatori i el 1996 es va fer soci d'Òmnium Cultural, d'Amnistia Internacional i de les escoles Bressoles.
A 26 anys va esdevenir gerent d'una altra empresa del sector, i dos anys més tard va demanar entrar en l'accionariat. En no ser acceptada la proposta, va decidir crear la seva pròpia empresa. El 2003 va fundar Aranow, empresa de maquinària per fabricar embalatge flexible, de la qual és el president. Des d'aquesta empresa va entrar en contacte amb el Centre Metal·lúrgic i posteriorment va esdevenir patró fundador de la fundació privada d'empresaris FemCAT.

### Òmnium Cultural
De FemCAT, el 2010 va fer el salt a la junta d'Òmnium Cultural, on hi va accedir a ocupar el càrrec de tresorer i posteriorment de vicepresident en la junta de Muriel Casals. Un dels objectius d'aquest equip era dur a terme nous projectes de cohesió social i arribar als 50.000 socis Durant la seva etapa com a tresorer Òmnium va renunciar a les subvencions de la Generalitat de Catalunya.
El 2015, quan Muriel Casals va deixar la presidència per incorporar-se a la candidatura de Junts pel Sí, Quim Torra va assumir temporalment la presidència de forma interina, fins que es van convocar eleccions. Jordi Cuixart va encapçalar llavors la candidatura única "Òmnium: compromís amb el demà", amb la qual va rebre un ampli suport dels socis de l'organització, amb un total de 5.450 vots de suport sobre 5.719. Fou nomenat president d'Òmnium Cultural el 19 de desembre del 2015. La seva junta estava formada per Marina Llansana (vicepresidència primera), Joan Vallvé (vicepresidència segona), Jordi Bosch (secretaria) i Eulàlia Solé, Elena Jiménez, Sergi Rovira, Montserrat Gimeno, Ismael Peña-López, Jordi Ferré i David Basora com a vocals, que ja formaven part de l'anterior junta, i s'hi van incorporar: Lluís Duran, Marina Gay, Carme Laura-Gil, Roser Sebastià, Clàudia Pujol, Marta Garsaball, Blanca de Llobet i Òscar Gimeno. El seu programa com a president es va centrar a eixamplar la majoria social sobiranista, tot mantenint un programa on la llengua i la cultura catalanes vertebressin la cohesió social. Des d'Òmnium va impulsar, entre d'altres, la campanya Lluites compartides, amb què volia reconstruir la memòria històrica compartida dels processos de mobilització social que, en diferents àmbits i moments del temps, han sigut decisius per conformar el que és avui Catalunya. També va esdevenir una de les cares visibles del moviment independentista català, cridant a la participació al referèndum de l'1 d'octubre del 2017.
Coincidint amb el seu empresonament, Òmnium Cultural va augmentar la massa social fins als 190.000 socis.
El 14 de gener del 2022 va anunciar que no es presentaria a la reelecció per la presidència d'Òmnium Cultural. El dia 26 de febrer del 2022 va ser rellevat en la presidència d'Òmnium per Xavier Antich, escollit pels socis com a nou president de l'entitat.

### Presó preventiva
El setembre del 2017 Cuixart va ser acusat de sedició pel Ministeri Fiscal d'Espanya, arran de les concentracions de protesta en el transcurs de l'Operació Anubis. Segons la interlocutòria, la Fiscalia l'acusava a ell i a Jordi Sànchez, com a representants d'Òmnium Cultural i l'Assemblea, respectivament, d'organitzar convocatòries per a "protegir" els seus governants i per a "aturar la Guàrdia Civil", davant de les conselleries d'Economia, d'Exteriors, Governació, i davant de la seu del PSC i la CUP, així com a d'altres operatius a Bigues i Riells, a Sabadell i a les Franqueses del Vallès. La interlocutòria destacà especialment el seu rol durant la concentració davant d'Economia, mencionant destrosses a dos cotxes de la Guàrdia Civil i com els voluntaris d'aquestes organitzacions van impedir la tasca policial.
Per aquests motius, Carmen Lamela Díaz, magistrada del Jutjat Central d'Instrucció número 3, va decretar presó preventiva sense fiança el 16 d'octubre del mateix any. La interlocutòria argumentava la presó preventiva per evitar el risc de fuga, de reiteració delictiva i d'obstrucció de la justícia penal. La interlocutòria fou durament criticada i diversos mitjans van publicar proves que contradeien parts del text de la decisió judicial. Marcel Mauri, vicepresident d'Òmnium, va assumir les seves funcions a l'organització.
El mateix President de la Generalitat de Catalunya, entre d'altres personalitats, així com associacions integrants de la Taula per la Democràcia i l'Aliança Lliure Europea van considerar que tant Cuixart com Jordi Sànchez són presos polítics. Amnistia Internacional va demanar la seva posada en llibertat immediata.
Des del seu empresonament s'han realitzat centenars d'actes de suport tot el territori català. Dijous 19 d'octubre es va organitzar una concentració amb espelmes a l'Avinguda Diagonal de Barcelona demanant el seu alliberament, on van assistir 200.000 persones segons la Guàrdia Urbana. Pocs dies després, dissabte 21, es va organitzar una nova manifestació, aquest cop al Passeig de Gràcia, on segons la Guàrdia Urbana es van aplegar més de 450.000 persones demanant la seva llibertat i la de Jordi Sànchez.Dissabte 11 de novembre del 2017 es va organitzar una nova manifestació a la qual van assistir 750.000 persones, sempre segons la Guàrdia Urbana. Aquesta manifestació per la llibertat dels presos polítics. Des de llavors s'han realitzat centenars d'actes arreu del territori català demanant la llibertat del conjunt de presos polítics relacionats amb el procés independentista català. El 24 de novembre de 2017, el jutge Pablo Llarena va dictar un acte pel qual —després de sol·licitar informe a la jutgessa Lamela— acumulava la instrucció contra els principals líders independentistes, incloent-hi Jordi Sànchez i Jordi Cuixart.
Mesos després, el juliol de 2018, fou traslladat de la Presó de Soto del Real al Centre Penitenciari de Lledoners. Des de llavors s'ha realitzat diverses concentracions a les portes del centre per donar suport a Cuixart i a la resta de persones en presó preventiva.
A la presó va començar a practicar ceràmica, ioga i meditació. El 16 de juny de 2018 va ser reelegit president d'Òmnium. Va rebre 28.151 vots dels 28.183 sufragis emesos en l'assemblea de l'entitat. L'agost del mateix any fou nomenat president de la Federació Llull, entitat integrada per Òmnium Cultural, Acció Cultural del País Valencià i Obra Cultural Balear.
El novembre de 2018 l'Organització Mundial Contra la Tortura va reclamar que fora alliberat.
Des de la presó ha escrit el llibre "Ho tornarem a fer", sobre la lluita noviolenta com a instrument de defensa dels Drets Humans, "Aprenentatges i una proposta", sobre els aprenentatges que extreu dels darrers anys, i juntament amb la periodista Gemma Nierga, "Tres dies a la presó: Un diàleg sense murs", on se sincera sobre com viu l'empresonament. També els llibres infantils “Un bosc ple d’amor” i “El polsim màgic”. A la presó ha rebut visites d’activistes com Nora Cortiñas, Can Dündar, Ai Weiwei, Jody Williams o Adolfo Pérez Esquivel.
Front Line Defenders ha reconegut oficialment Cuixart com a defensor dels drets humans. El seu cas es va denunciar al Consell d'Europa i a la Plataforma de Dublin, la trobada de defensors dels Drets Humans més important del món. El 29 de maig del 2019, el Grup de Treball sobre la Detenció Arbitrària de les Nacions Unides va reclamar la seva llibertat immediata. Al març del 2021, un informe de la relatora general de Drets Humans del Consell d’Europa va assenyalar l'empresonament de Jordi Cuixart com un cas de "represalia i intimidació" contra els defensors dels drets humans a Europa.

### Judici i condemna

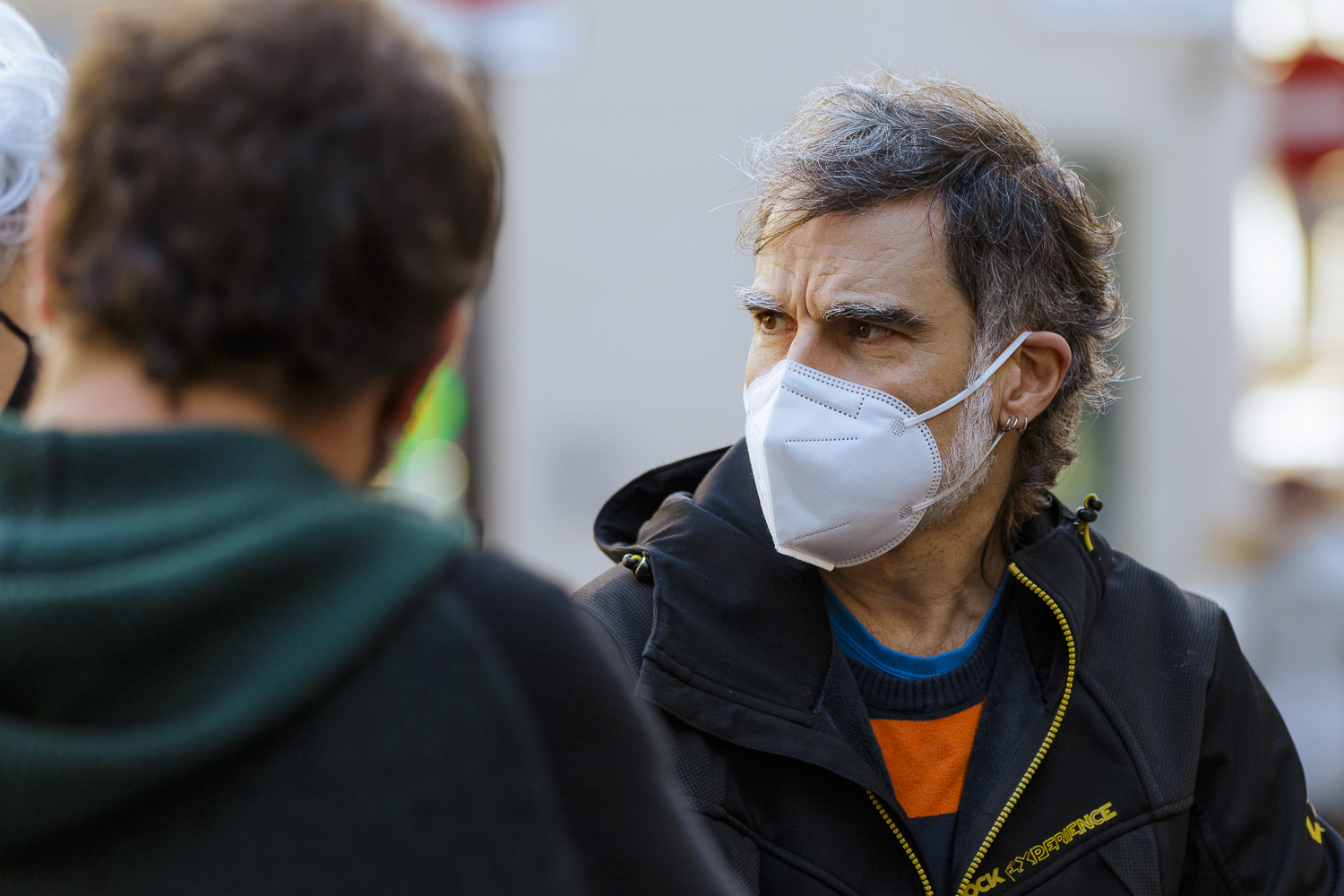
Cuixart, durant un tercer grau penitenciari el 30 de gener

L'1 de febrer de 2019 fou traslladat a la presó madrilenya de Soto del Real en un autocar de la Guàrdia Civil, per fer front al Judici que va començar el 12 de febrer de 2019. En diverses entrevistes, Cuixart s'ha pronunciat dient que farà servir el judici per acusar l'Estat, argumentant "que l'Estat ha decidit fer servir la justícia penal per desactivar als seus adversaris, en aquest cas els independentistes". Durant la declaració al judici va dir que la seva prioritat no era sortir de la presó si no denunciar l’atac a les llibertats i defensar el dret a l’autodeterminació i va dir que tot el que havia fet ho tornaria a fer.
El judici va acabar el 14 d'octubre de 2019 amb una sentència que imposava dures penes a la majoria de processats, i en concret, a Cuixart, de 9 anys de presó i d'inhabilitació per sedició. El 14 de novembre del 2019 Amnistia Internacional va denunciar que la sentència criminalitza el dret a protesta i va tornar a demanar la seva llibertat.
A partir del febrer de 2020 va començar a accedir a permisos penitenciaris. En virtut de l'article 100.2 del reglament penitenciari, va poder sortir per anar a treballar a la fàbrica de la seva empresa Aranow a Santmenat durant el dia, però tornant a la presó a dormir. En arribar-hi el primer dia després de 2 anys i 3 mesos, els treballadors van sortir a rebre'l entre abraçades i aplaudiments.
El 17 de juliol del 2020 les presons van concedir el tercer grau penitenciari als condemnats, i al cap d’onze dies el jutjat de vigilància penitenciària el va suspendre. Mig any més tard, al gener del 2021, la presó va tornar a concedir-lo i el jutge el va tornar a suspendre.
El gener del 2021, 50 defensors dels drets humans com Yoko Ono, Irvin Welsh o Dilma Roussef, i premis nobel de la pau com Shirin Ebadi, Adolfo Pérez Esquivel, Jody Williams, Mairead Corrigan o Elfriede Jelinek van signar el manifest Dialogue for Catalonia, que demana diàleg entre Catalunya i l’Estat espanyol i el final de la repressió per avançar en la resolució política del conflicte.
El 8 de juny del 2021 el Tribunal Constitucional va rebutjar el recurs d’empara de Jordi Cuixart, i va esgotar la via interna per recórrer la sentència del Tribunal Suprem. El 9 de juny del 2021 Jordi Cuixart va presentar un recurs en català al Tribunal Europeu de Drets Humans (TEDH) contra la sentència del Tribunal Suprem. El 20 de desembre el TEDH va comunicar-li que havia rebut el recurs.
El 23 de juny del 2021 va rebre l’indult. Al sortir va visitar la Xènia Gàrcia, empresonada durant les protestes contra la sentència del procés. Al maig del 2021 el Tribunal Suprem li havia demanat un posicionament sobre l’indult per preparar l’informe sobre els indults per al govern espanyol. Va respondre que no havia demanat cap mesura de gràcia perquè tot el que havia fet ho tornaria a fer, i va reclamar una amnistia.

### Etapa Suïssa
El 2022 es va establir a Neuchatel, a Suïssa, amb l'objectiu d'establir un centre de recerca de la seva empresa, Aranow Packaging Machinery. Els seus clients són principalment del sector farmacèutic del sector de l'alimentació i la cosmètica.

### Vida privada
És o ha estat soci de diverses entitats i/o projectes, com Amnistia Internacional, el Casal Can Capablanca de Sabadell, Som Energia o la cooperativa Coop 57. Ha viscut entre Santa Perpètua, Sabadell i el barri de Gràcia de Barcelona. Durant la presó preventiva va tenir el segon fill biològic, i fa de pare de dos fills més d'una anterior relació.

## Obres
- Tres dies a la presó, amb la periodista Gemma Nierga (Rosa dels Vents, 2019)
- Ho tornarem a fer (Ara Llibres, 2019)
- Un bosc ple d'amor (Estrella Polar, 2019)[63]
- El Polsim màgic (Comanegra, 2020)[64]
- Aprenentatges i una proposta (Ara Llibres, 2021)

### Col·laboracions
- Text, a Hem votat! Cartells, pancartes, murals i banderes de l'1-O (2017)
- Text, pròleg de Després del procés, què? Reflexions de la generació que ve (Pagès editors, 2019)[65]
- «Epíleg», epíleg de Jo acuso. La defensa en judicis polítics (Pagès editors, 2019)[66]
- Text, epíleg d'A favor nostre (Godall, 2019)[67]
- Text, epíleg de I ara què? Carta de navegació per la Catalunya de després del procés (Pagès editors, 2019)[68]
- Text,[a] pròleg de L'obligació moral de desobeir (Arcàdia, 2019)
- «Nascuts per ser lliures i no soldats», epíleg d'Insubmissió! Quan joves desarmats van derrotar un exèrcit (Sembra Llibres, 2019)[69]
- «Les maletes», pròleg de Privilegi a l'altra banda del riu (Destino, 2019)[70]

## Premis i reconeixements
- Premi a l'Emprenedor de l'any 2017, atorgat per la Xarxa Onion[71]
- Premis Ateneu Barcelonès 2017, amb Jordi Sànchez
- Premi Gabriel Alomar de l'Obra Cultural Balear 2017.
- Espasa de l'honor 2018, atorgat per Montblanc Medieval.[72]
- Premi Ovidi Montllor a la llibertat d’expressió (2020)[73]
- Medalla Carrasco i Formiguera (2021)[74]
- Premis Lluís Companys (2021)[75]
- Memorial per la Pau Josep i Liesel Vidal (2021)[76]

El 2023, va ser commemorat pel Govern de Catalunya amb la Creu de Sant Jordi.